# Rodolfo Biazon

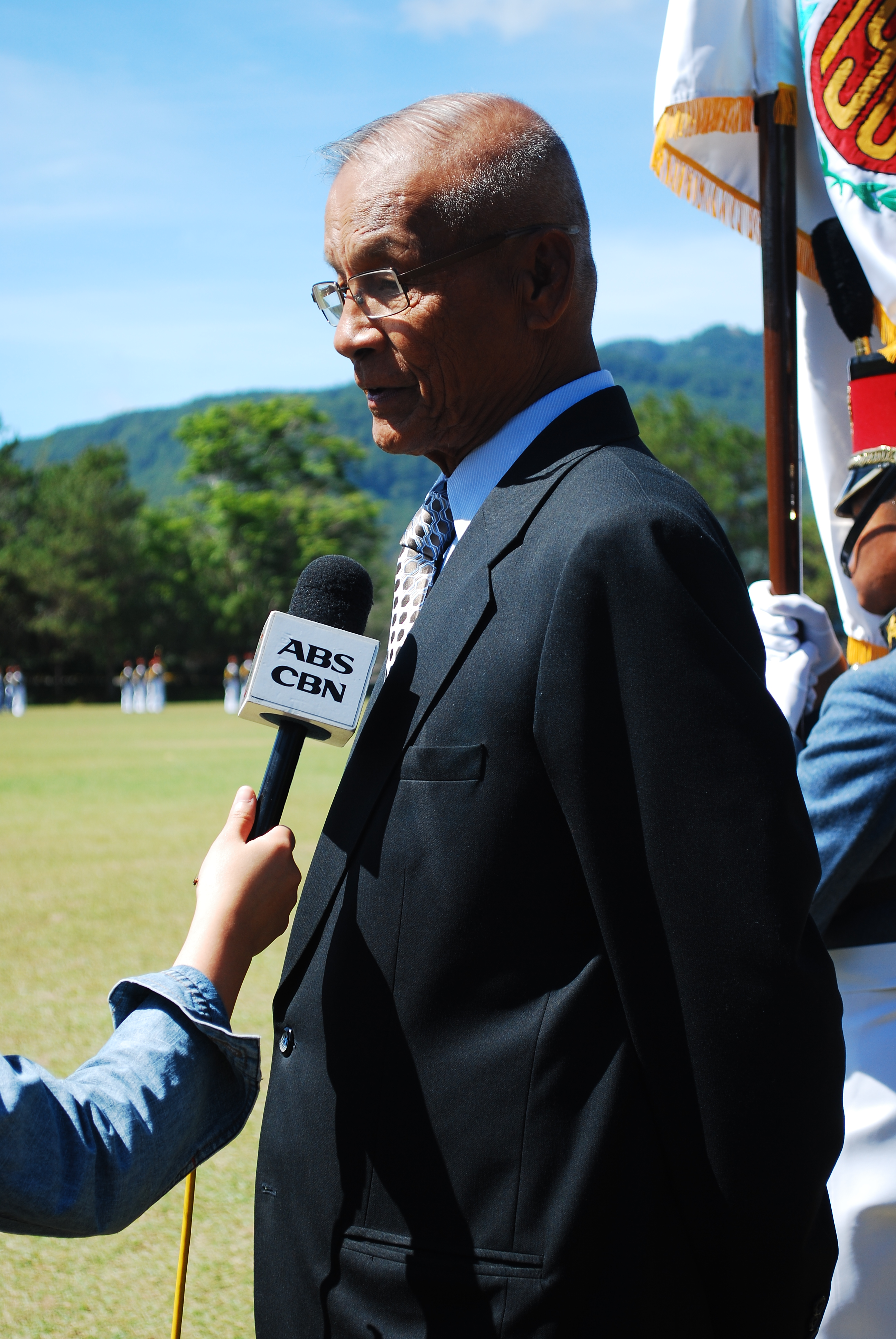
Rodolfo Biazon

Rodolfo "Pong" Gaspar Biazon (Batac, 14 april 1935 – 12 juni 2023) was een Filipijns politicus. Hij werd driemaal gekozen in de Filipijnse Senaat.

## Carrière
Bij de verkiezingen van 1992 werd Biazon voor de eerste maal gekozen in de Filipijnse Senaat. Omdat Biazon er niet in slaagde voldoende stemmen te behalen voor een plaats bij de eerste 12 senatoren, duurde deze eerste termijn als senator slechts tot 1995. Van 1995 tot 1997 was Biazon lid van het GRP panel voor vredesonderhandelingen. In 1998 werd hij opnieuw gekozen als senator. Zes jaar later werd hij herkozen met een termijn tot 2010. Biazon is sinds 2004 lid van de Liberal Party.
Biazon was getrouwd met Monserrat Narag Bunoan, die hij leerde kennen toen ze klasgenoten waren op de Philippine Military Academy. Acht maanden na zijn afstuderen zijn ze getrouwd. Samen hadden ze drie kinderen.
Biazon overleed op 88-jarige leeftijd aan longkanker.